# Тихов, Виталий Гаврилович
Вита́лий Гаври́лович Ти́хов (2 [14] февраля 1876, Киевская губерния, Российская империя — 1939, Ленинград, СССР) — русский и советский живописец, работавший в жанре ню, член Товарищества передвижных художественных выставок.

## Биография

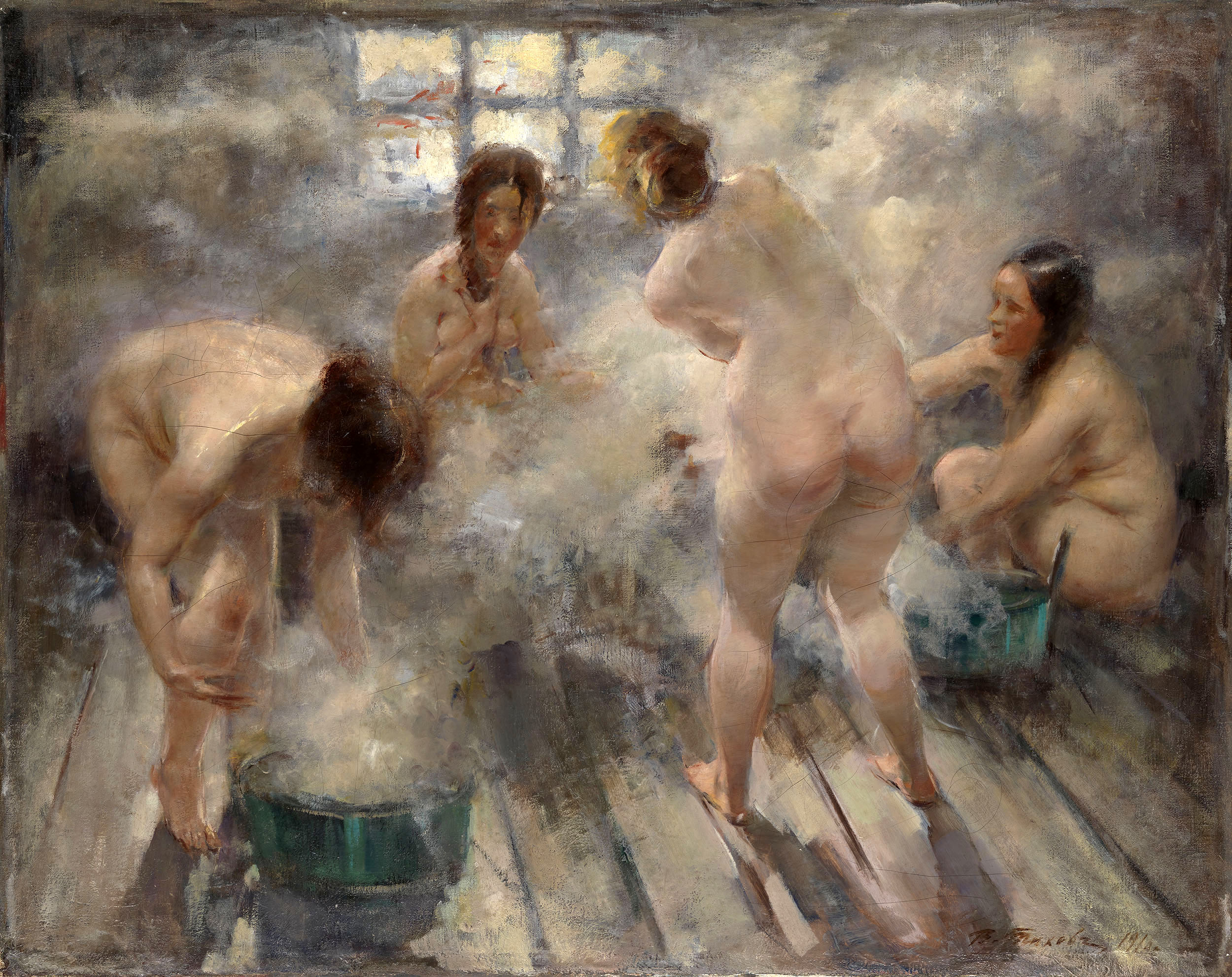
«В русской бане», (1916), холст, масло — частное собрание.

Родился 2 февраля 1876 года в Киевской губернии. Получил общее образование в Моршанском реальном училище. С 1901 по 1904 год учился в частной художественной студии А. В. Маковского. В 1904 году А. В. Маковский пишет портрет В. Г. Тихова, картина выставляется на XXXIII выставке Товарищества передвижных художественных выставок.
В 1904 году В. Г. Тихов поступает вольнослушателем в Высшее художественное училище при Императорской Академии художеств. Учился у руководителя жанровой мастерской училища, профессора В. Е. Маковского, отца А. В. Маковского. Считался одним из наиболее талантливых учеников В. Е. Маковского.
В 1912 году выпускается из училища. За выставленную на Конкурсной выставке Императорской Академии художеств за 1912 год картину «Купальщицы», В. Г. Тихову присвоено звание художника с правом пенсионерской поездки за границу.
C 1916 года — экспонент Товарищества передвижных художественных выставок. В том же году принят в члены Товарищества. Участник XLIV, XLV и XLVI выставок Товарищества.
В 1930-е годы живопись художника претерпела изменения, В. Г. Тихов пишет картины посвящённые строительству нового общества, индустриализации, Рабоче-крестьянской Красной армии и флоту: «Вольное купанье краснофлотцев», « Ватер-поло», «Работницы на подшефном корабле Балтфлота» и другие.
Участвовал в выставках «Пятнадцать лет Рабоче–крестьянской Красной Армии» в 1933 и «Двадцать лет Рабоче–крестьянской Красной Армии» в 1938 годах.

## Адреса в Санкт-Петербурге
- улица Офицерская, дом 36[10][Комм. 2].

## Примечательные факты
- Картина Виталия Тихова «Купальщицы» (1923 год), заняла четвертое место в списке самых дорогих картин 2011 года. Картина была продана с аукциона за 16 840 000 рублей[11].

## Комментарии
1. ↑  Художник до конца жизни не прекращал работать в жанре «ню»[8].
2. ↑  С супругой, художницей Марией Львовной Тиховой-Финкельштейн (1882-?), ученицей Д. Н. Кардовского[10].

## Галерея работ

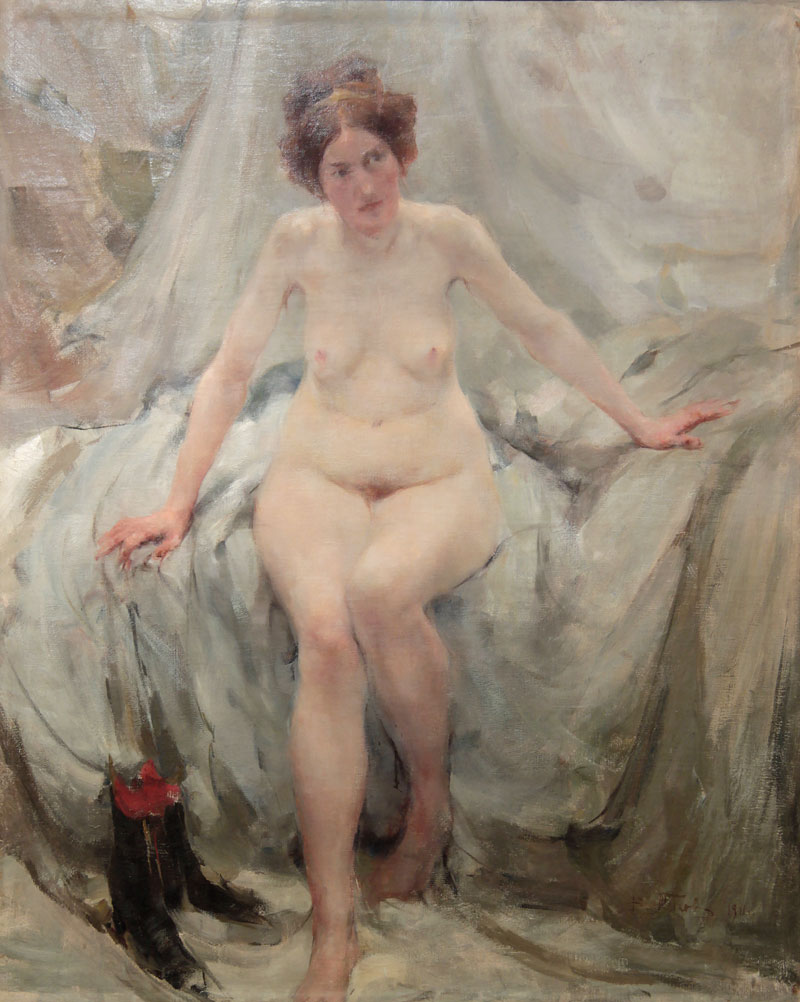
«Сидящая обнажённая», (1911), холст, масло — частное собрание.
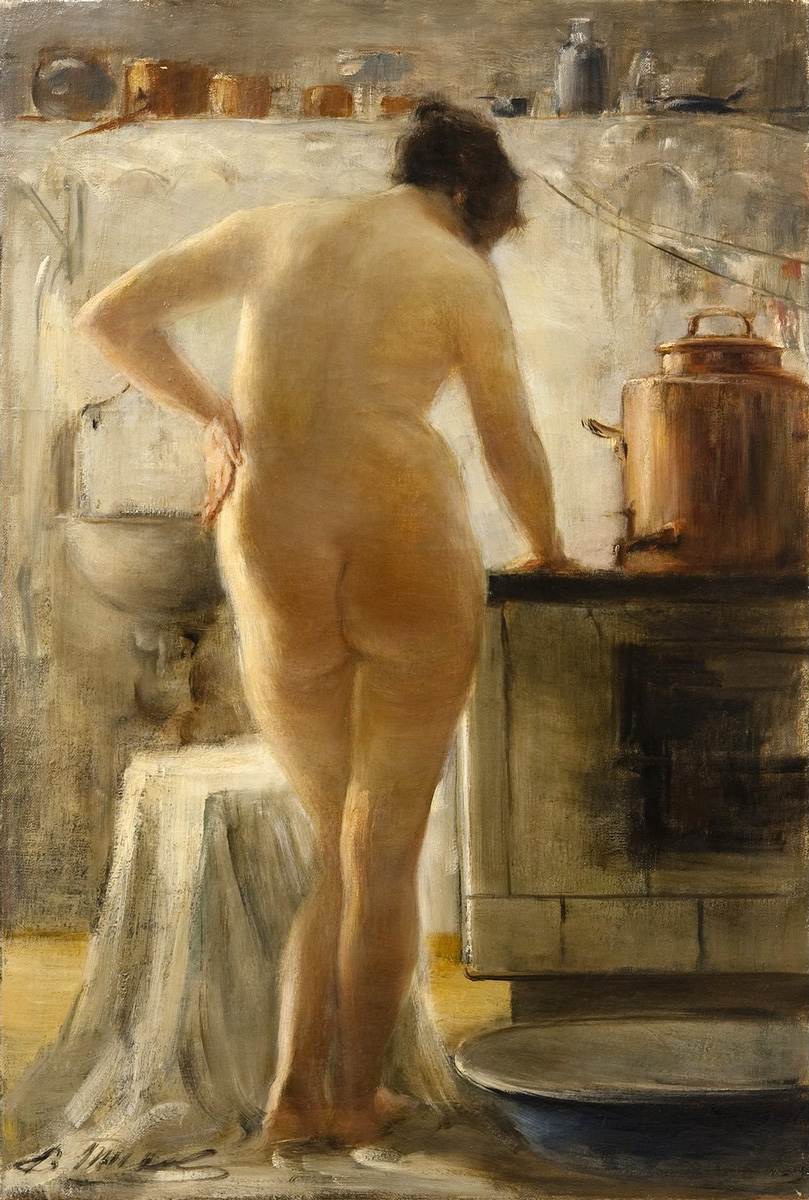
«Обнажённая», (конец 1910-х — начало 1920-х), холст, масло — частное собрание.
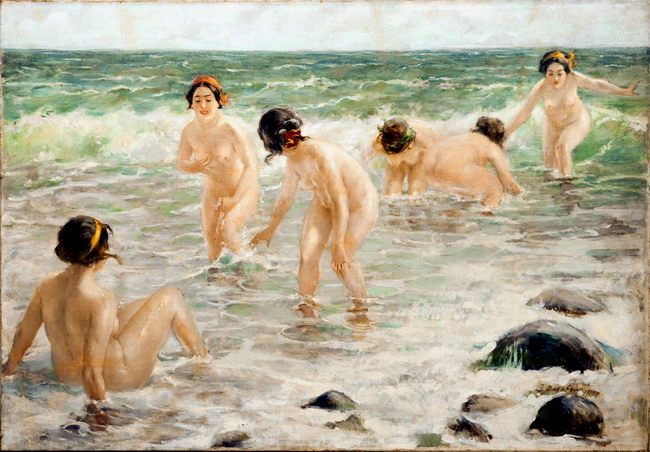
«Прибой (Купальщицы)», (1913), холст, масло — частное собрание.
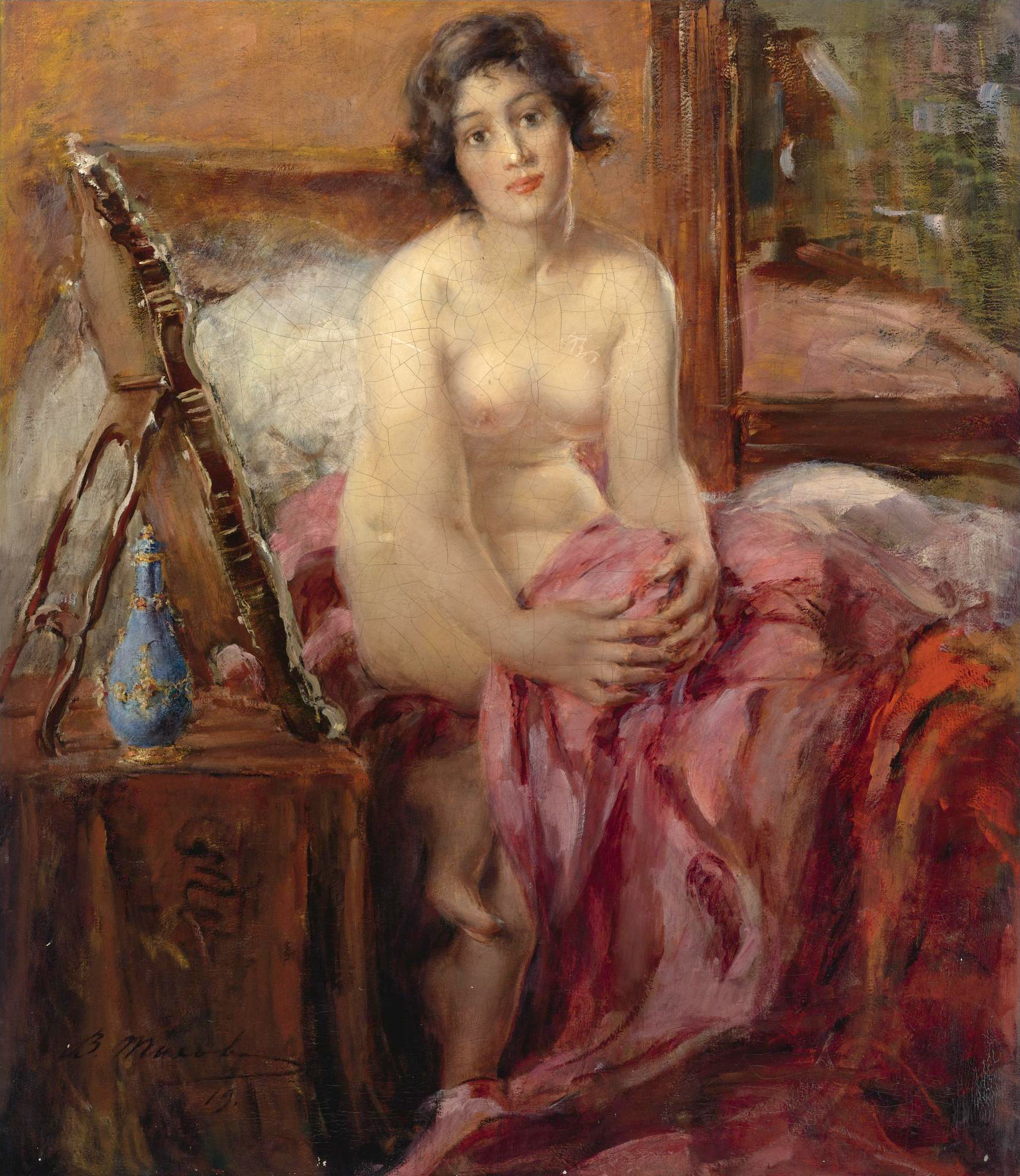
«Портрет обнажённой», (1919), холст, масло — частное собрание.
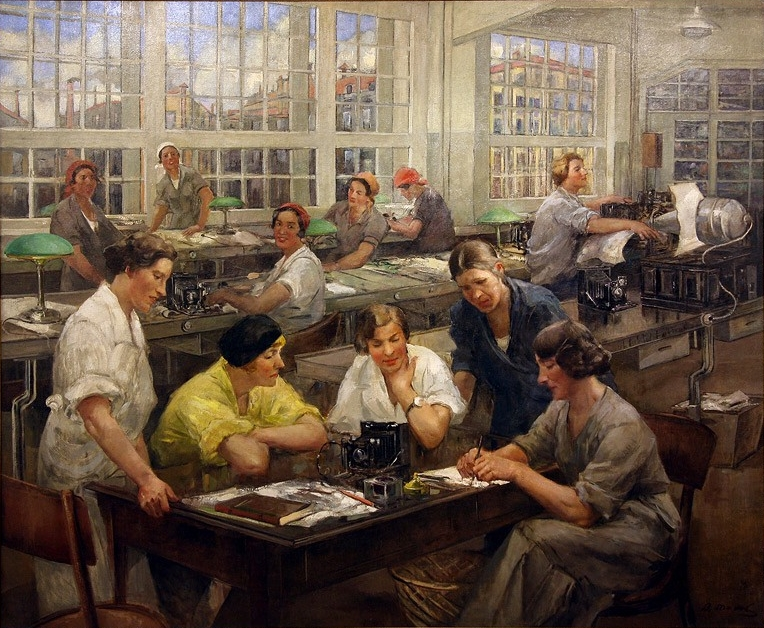
«Стахановки завода имени ОГПУ», (после 1931), холст, масло — Музейно-выставочный центр «Рабочий и Колхозница».